# Nikolaï Zykov
Nikolaï Viktorovitch Zykov  (en russe : Николай Викторович Зыков ; né le 8 mai 1965) est un  acteur russe et soviétique, réalisateur, artiste, fabricant de marionnettes et maître marionnettiste.

## Biographie

### Famille, jeunesse et formation
Nikolaï Zykov est né en 1965 à Moscou dans une famille d'ingénieurs, dont la vie n'était pas liée à l'art. C'est un fils de Viktor Zykov, qui est un physicien, inventeur et candidat des sciences, et de Tatiana Zykova (née Smyslova), qui est une technicienne, ingénieur et enseignante.
Zykov avait cinq ans quand ses parents l'ont emmené au Théâtre de Marionnettes de Sergueï Obraztsov, qui était l'arrière-grand-oncle de Nicolas Zykov. 
Impressionné par ce qu'il a vu, Zykov a créé son propre théâtre chez lui. Il faisait  des spectacles de marionnettes pour ses parents et sa sœur cadette. En ce moment-là il ne faisait pas ses propres poupées, il avait attaché des fils à ses jouets.

### Études
- 1972-1982: École primaire et secondaire (enseignement obligatoire)
- 1972-1973: Chœur de garçons de Moscou (piano, chorale, solfège)
- 1973-1979: École musicale de Moscou[3] (piano, chant, solfège, littérature musicale, composition musicale)
- 1977-1983: Atelier de marionnettes d'Arcady Kovtun[1] (dessin, construction de marionnettes)
- 1980-1982: Atelier théâtrale de Tatiana Kakovkina[3] (maîtrise de l'art)
- 1982-1988: Université de l'air de Moscou[3] (construction et conception de systèmes électro-mécaniques)[4] Reçu le Master of Science degré.

## Parcours professionnel

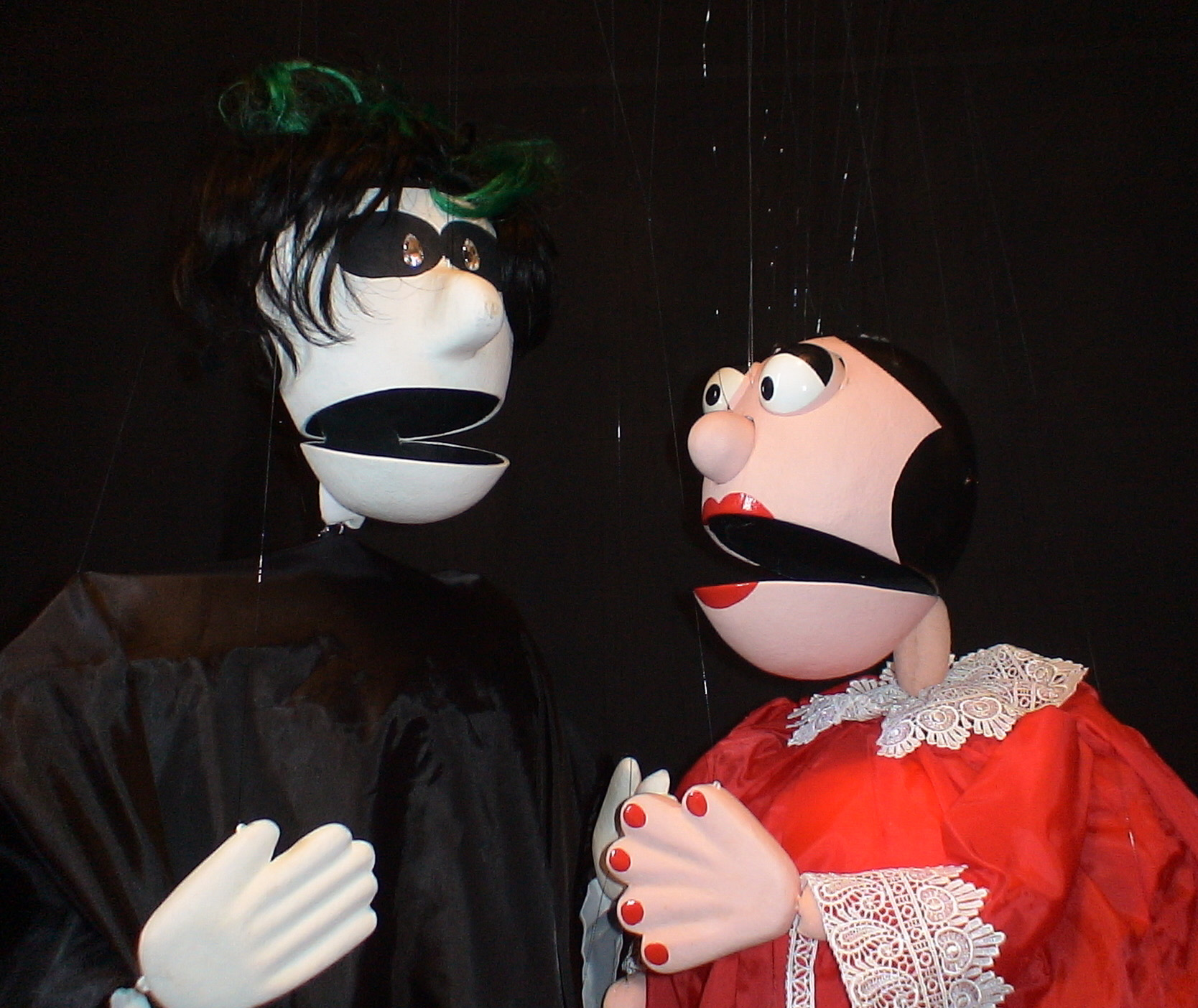
Le Fantôme de l'opéra (2002), marionnettes-transformateurs, Nikolai Zykov Theatre

### Marionnettes
Zykov a commencé à fabriquer des marionnettes pour ses performances en 1977. En 1980, il a fait ses premières spectacles de marionnettes. Le début a eu lieu en 1985 à Baïkonur. Après avoir présenté son premier spectacle, il a créé son propre théâtre. 

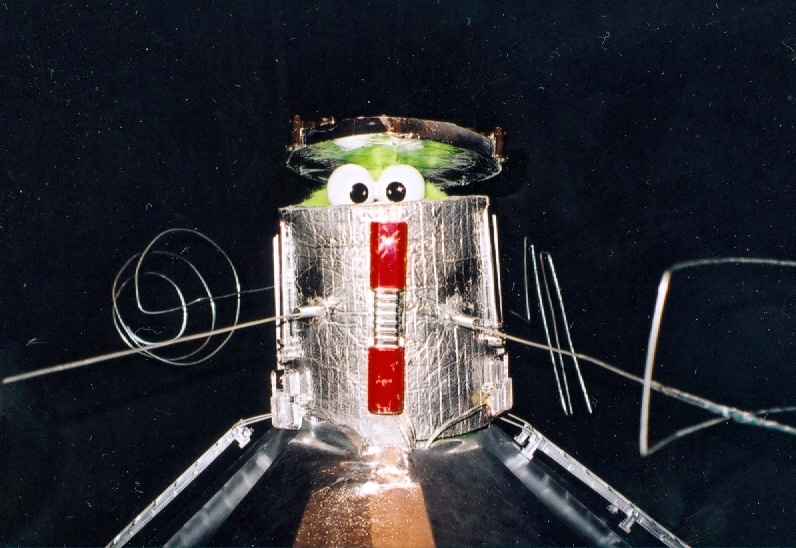
Alien (2003), marionnette radio-commandé, Nikolai Zykov Theatre

Zykov a créé plus de 100 miniatures musicales de marionnettes, qui comprennent des marionnettes à fils, marionnettes à gaine, des marionnettes à tiges, des marionnettes géantes, des  marionnettes radio-commandées et expérimentales d'une construction inhabituelle. 
Créativité de Zykov distingue l'utilisation de nouveaux matériaux, technologies et la création de nombreuses nouvelles constructions de gestion et de structures de poupées. Des modèles les plus novateurs comprennent:
1. L'invention et l'application de nouveaux squelettes non bois dans la fabrication des marionnettes, (nouvelles constructions réduisent le poids de poupée à quelque reprises et permettent d'augmenter la taille de marionnette avec diminution simultanée de la charge sur marionnettiste) - "Chanteur italien"  (1983) et d'autres;
2. Nouvelles constructions de la transformation de marionnettes - "Seconde naissance" (1989) et d'autres;
3. L'utilisation de matériaux composites (charbon composite)pour les systèmes de contrôle des marionnettes ce qui rend pratiquement apesanteur et invisible pour le public -"Funny Société» (1994) et d'autres;
4. Création des  marionnettes radio-commandées[4] - "Spider" (2000) et d'autres;
5. L'invention et l'application des nouvelles constructions de marionnettes volantes au-dessus des spectateurs[4] - "Microcosmos" (2002) et d'autres.

### Performances

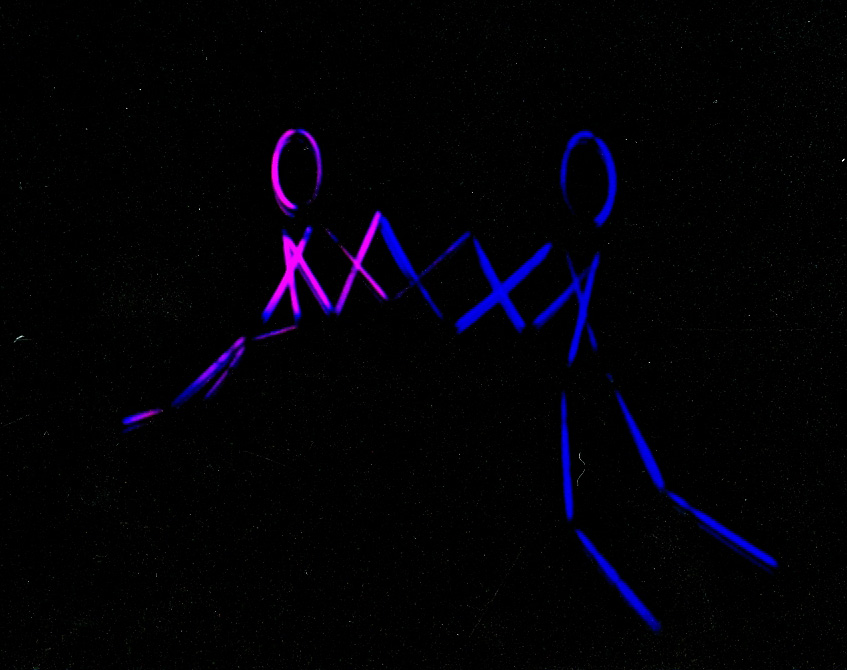
Histoire d'amour (2003), battant marionnettes, Nikolai Zykov Theatre

Zykov est l'auteur de plus de 20 spectacles de marionnettes. Ces performances comprennent:
- "Nikolai Zykov présente ses marionnettes" (1985)
- "Que pour les adultes" (1986)
- "De la Préhistoire à l'homme des étrangers" (1990)
- "Le monde magique de marionnettes" (1993)
- "Le Touche à la Miracle» (1994)
- "Oiseau de paradis" (1996)
- "Dinosaure et sa compagnie" (1998)
- "Cabaret des Métamorphoses" (2000)
- "Giant et autres» (2003)
- "Bénéfice de marionnettes" (2003)
- "Exclusif marionnettes" (2006)
- "Atelier des Miracles" (2007)
- "Marionnettes russes" (2010)
- "Un spectacle de marionnettes radio-commandé" (2011)
- "Un spectacle de marionnettes luminaires" (2012)
- "Nouvelle Animation" (2012)
- "Trésors de l'Orient" (2013)
- "Concert de marionnettes sur la musique de Bach" (2014)

Zykov a été un membre des Auteurs Russes depuis 1997.

### Télévision
Les marionnettes du Zykov ont participé aux plusieurs émissions de télévision populaires en URSS, Russie et à l'étranger.
En 1994-1995 il était animateur de l'émission enfant, "Chaque jour c'est le jour férié» des chaines d'État russe.

### Tournées
Zykov a fait des spectacles dans plus de 40 pays à travers le monde. Il s'agit notamment de:
| - Argentine - Brésil - Venezuela - Mexique - États-Unis - Islande - Estonie | - Lettonie - Biélorussie - Ukraine - Pologne - Allemagne - Belgique - France | - Espagne - Italie - Autriche - République tchèque - Slovaquie - Hongrie - Russie | - Bulgarie - Grèce - Chypre - Turquie - Israël - Egypte - Afrique du Sud | - Maurice - Seychelles - Iran - Kazakhstan - Ouzbékistan - Tadjikistan - Afghanistan | - Pakistan - Inde - Sri Lanka - Singapour - Taiwan - Chine - Corée du Sud | - Japon |

## Prix
- Médaille d'or du Festival international de Arbeiterfestspiele, RDA, 1984[1]
- Médaille de la vaillance du travail de Soviet suprême de l'Union soviétique pour sa contribution exceptionnelle à la culture, 1986[2]
- «Arts Innovation" de la 12e Chine Shanghai Festival international des arts et le 2e Festival international de marionnettes Shanghai Golden Magnolia, 2010[8]
- Prix du Congrès mondial de l'UNIMA (2012)
- Prix de la commission Asie-Pacifique de l'UNIMA (2014)